# Astropecten bispinosus
Astropecten bispinosus is een kamster uit de familie Astropectinidae.
De wetenschappelijke naam van de soort werd in 1823 gepubliceerd door Adolf Wilhelm Otto.